# نبرد قلعه تنجین‌یاما
نبرد تنجین یاماجو (به ژاپنی: 天神山城の戦い) نبردی بود که از ماه چهارم ۱۵۷۴ تا ماه نهم ۱۵۷۵ مابین اوکیتا نائوایه و دو دایمیو اوراگامی مونه‌کاگه و میئورا ساداهیرو درگرفت.